# Hyposmocoma partita
Hyposmocoma partita là một loài bướm đêm thuộc họ Cosmopterigidae. Nó là loài đặc hữu của Hawaii. Loài địa phương ở Hilo, nơi nó được tim thấy ở độ cao 2,000 feet.
The larva is probably a case maker.